# Antheraea versicolor
Antheraea versicolor är en fjärilsart som beskrevs av Moore 1892. Antheraea versicolor ingår i släktet Antheraea och familjen påfågelsspinnare. Inga underarter finns listade i Catalogue of Life.